# Kiss You Tonight
Kiss You Tonight è un brano registrato dall'artista Statunitense David Nail. È il secondo singolo estratto dal suo album del 2014, I'm A Fire.

## Il brano
Nail ha affermato che Kiss You Tonight ha avuto su di lui un impatto simile a quello che Beat This Summer di Brad Paisley aveva avuto. David ha dichiarato: "è stato un brano che sapevo avrei registrato fin da quando l'ho sentito per la prima volta. Ha qualcosa in sé che ti lascia a desiderare di sentirlo di nuovo".

## Recensioni
Il brano è stato ampiamente acclamato dai critici. Matt Bjorke di Roughstock ha dato al brano quattro stelle su cinque, descrivendola come un brano che è allo stesso tempo attuale e dalla melodia tradizionale. Ha anche definito la performance vocale di Nail "stellare".

## Classifiche
| Classifica (2014)             | Posizione massima |
| ----------------------------- | ----------------- |
| Stati Uniti (Hot 100)         | 103               |
| Stati Uniti (Country)         | 25                |
| Stati Uniti (Country Airplay) | 17                |